# Les Cahiers du Sud
 (octobre 2024).
Si vous disposez d'ouvrages ou d'articles de référence ou si vous connaissez des sites web de qualité traitant du thème abordé ici, merci de compléter l'article en donnant les références utiles à sa vérifiabilité et en les liant à la section « Notes et références ».
Les Cahiers du Sud est une revue littéraire fondée par Jean Ballard qui publia nombre d'écrivains et d'intellectuels du XXe siècle.

## Histoire
À l'origine, la revue s'appelle Fortunio (et non « Fantasio » comme on le trouve écrit souvent) et a été créée par Marcel Pagnol et Gabriel d'Aubarède en 1914.
En 1925, elle est renommée Les Cahiers du Sud et prise en main par Jean Ballard. C'est une grande revue à la fois littéraire et d'études, faisant appel à des écrivains et des intellectuels confirmés ou montants, comme Roger Caillois, Gaston Baissette et André Chastel. Ses principaux chroniqueurs sont Jean Tortel et Léon-Gabriel Gros.
Parmi les collaborateurs de la période de guerre (1940-1945), on trouve Francine Bloch, Émile Danoën ou Simone Weil.
La parution de la revue prend fin en 1966.
Les locaux de cette revue marseillaise étaient établis dans une avenue qui porte aujourd'hui le nom de son ancien directeur, le cours Jean-Ballard.

## Auteurs publiés
- René Alleau
- Gérard Arseguel
- Antonin Artaud
- Roger Bastide
- Gaston Baissette
- Albert Béguin
- Marc Bernard
- Alain Borne
- Joë Bousquet
- Louis Brauquier
- Marcel Brion
- Michel Butor
- Joseph Delteil
- Roger Caillois
- Albert Camus
- Michel Carrouges
- André Chastel
- Jacques Chessex
- Georges-Emmanuel Clancier
- Robert Crégut
- René Crevel
- Raymond Datheil
- René Daumal
- Yanette Delétang-Tardif
- Robert Desnos
- Paul Éluard
- Benjamin Fondane
- André Fraigneau
- Pierre Gordon
- René Guénon
- Armel Guerne
- Joseph Guglielmi
- Louis-Paul Guigues
- Pierre Jean Jouve
- René Kochmann
- Jean-Francis Laglenne
- Michel Leiris
- Jean Lescure
- André Masson
- Loys Masson
- Henri Michaux
- Gérard Murail
- René Nelli
- Gérald Neveu
- René de Obaldia
- J.M.A. Paroutaud
- Aimé Patri
- Jean Paulhan
- Benjamin Péret
- Francis Ponge
- Jacques Réda
- Pierre Reverdy
- Robert Rovini
- Jean Starobinski
- Jean Todrani
- Jean Tortel
- Alexandre Toursky
- Jean-Jacques Viton
- Simone Weil
- Marguerite Yourcenar
- Saint-John Perse
- María Zambrano